# 69
 For alternative betydninger, se 69 (flertydig). (Se også artikler, som begynder med 69)
| 69                 |
| ------------------ |
| Dødsfald - Fødsler |
|                    |

| Gregoriansk kalender | 69 LXIX                 |
| Ab urbe condita      | 822                     |
| Armensk kalender     | I/T                     |
| Kinesiske kalender   | 2765 – 2766 戊辰 – 己巳 |
| Etiopisk kalender    | 61 – 62                 |
| Jødisk kalender      | 3829 – 3830             |
| Hindukalendere       |                         |
| - Vikram Samvat      | 124 – 125               |
| - Shaka Samvat       | N/A                     |
| - Kali Yuga          | 3170 – 3171             |
| Iransk kalender      | 553 BP – 552 BP         |
| Islamisk kalender    | 570 BH – 569 BH         |

## Begivenheder
- 22. december - den romerske kejser Vitellius myrdes

## Dødsfald
- 15. april – Marcus Salvius Otho, romerske kejser
- 22. december – Den romerske kejser Vitellius myrdes.